# فرنسيس ريتش
فرنسيس ريتش (بالإنجليزية: Francis Rich)‏ هو سياسي نيوزلندي، ولد في 1828، وتوفي في 1901. انتخب عضو مجلس النواب النيوزيلندي.